# Дедо I фон Ветин
Дедо I или Деди (на немски: Dedo I; * ок. 960; † 13 ноември 1009, Цьорбиг) от род Ветини, е граф на Ветин.

## Живот
Той е първият син на граф Дитрих I († 976) и Юта от Мерзебург (или Имма). Брат е на Фридрих I.
Дедо расте в двора на маркрафа на Майсен Рикдаг († 985), роднина по бащина линия. Преди 985 г. той се жени за Титбурга, дъщеря на Дитрих фон Халденслебен, маркграф на Северната марка (Нордмарк).
От 974 до 985 г. Дедо I участва в бунта на баварския херцог Хайнрих II против император Ото II и по-късно също против неговия син Ото III, на когото през юни 985 г. се подчинява във Франкфурт. През 976 г. Дедо командва бохемска войска, която превзема Цайц и ограбва епископската църква. С плячката той води и майка си като пленница.
Дедо има добри отношения с магдебургския архиепископ Гизелхер († 25 януари 1004), който му дава графските права в Северен Хасегау след смъртта на граф Биницо. Дедо, като съпруг на дъщерята на маркграфа на Северната марка, има претенции след неговата смърт за службата, която обаче получава Лотар от род Валбек. Лотар управлява в Северната марка от 983 до 1003 г. Епископ Титмар Мерзебургски, племенник на Лотар фон Валбек, пише в хрониката си, че Дедо I участва в опустошаването на замък Волмирщет, който бил собственост на Валбеките. Той е в конфликт и със сина и последника на Лотар, Вернер фон Валбек (1003 – 1009; † 1014).
Дедо I e убит на 13 ноември 1009 г. заедно с неговия васал Егилхард близо до Мозе при сливането на реките Тангер и Елба. Наследен е от брат му Фридрих I, граф на Ветин и Айленбург.

## Деца
Граф Дедо има един син:
- Дитрих I, граф на Ветин, от 1031 г. първият маркграф на Марка Лужица (* 990; † 1034).